# David Bradley
David Bradley, född 17 april 1942 i York, är en brittisk skådespelare, känd bland annat för sin roll som Mr. Argus Filch i Harry Potter-filmerna och som Walder Frey i Tv-serien Game of Thrones.

## Filmografi

### Filmer
- 1989 - En mördares offer - Harry
- 1996 - Kärlekens spel - Hines
- 1997 - Glöm det! - handledaren
- 1997 - Nattfjärilen - Dave Waters
- 1998 - Älskade Simcha - portvakten
- 1999 - Mysteriet vid midnatt - Abel
- 2001 - Blow Dry - Noah Thwaite
- 2001 - Harry Potter och de vises sten - Argus Filch
- 2002 - Harry Potter och hemligheternas kammare - Argus Filch
- 2004 - Exorcisten: Begynnelsen - fader Gionetti
- 2004 - Harry Potter och fången från Azkaban - Argus Filch
- 2005 - Harry Potter och den flammande bägaren - Argus Filch
- 2007 - Hot Fuzz - Arthur Webley
- 2007 - Harry Potter och Fenixorden - Argus Filch
- 2009 - Harry Potter och halvblodsprinsen - Argus Filch
- 2011 - Harry Potter och dödsrelikerna – Del 2 - Argus Filch
- 2011 - Captain America: The First Avenger - Tower Keeper
- 2013 – An Adventure in Space and Time - William Hartnell
- 2013 - The World's End - Basi
- 2025 – Frankenstein

### TV-serier
- 1996 - Ett fall för Frost - Les James, 1 avsnitt
- 2003 - Morden i Midsomer - Tom, 1 avsnitt
- 2009 - The Tudors - Will Somers
- 2011 - Game of Thrones - Walder Frey
- 2011 - Waking the Dead - George Barlow
- 2012 - Doctor Who - Solomon, Första Doktorn, 4 avsnitt
- 2013 – Broadchurch Jack Marshall, 5 avsnitt
- 2014 - 2017 - The Strain - Abraham Sertrakian